# بازار (آذربایجان)
بازار (به لاتین: Bazar) یک منطقه مسکونی در جمهوری آذربایجان است که در شهرستان زاقاتالا واقع شده است.